# Sia (Sapouy)
Pour les articles homonymes, voir Sia.
Ne doit pas être confondu avec Sia (Gomboro).
Sia est une commune rurale située dans le département de Sapouy de la province du Ziro dans la région du Centre-Ouest au Burkina Faso.